# Kanton Chécy
Der Kanton Chécy war bis 2015 ein französischer Wahlkreis im Arrondissement Orléans, im Département Loiret und in der Region Centre-Val de Loire; sein Hauptort war Chécy. Vertreter im Generalrat des Departements war von 1994 bis 2008 Jacques Cotteray (MDF), seit 2008 ist es Thierry Soler (Les Verts).
Die Gründung des Kantons erfolgte am 30. Dezember 1981. 
Der Kanton Chécy war 79,10 km² groß und hatte (1999) 18.530 Einwohner (Stand: 2012).

## Gemeinden
Der Kanton umfasste Wahlberechtigte aus sieben Gemeinden:
| Gemeinde           | Einwohner Jahr | Fläche km² | Bevölkerungsdichte | Code INSEE | Postleitzahl |
| ------------------ | -------------- | ---------- | ------------------ | ---------- | ------------ |
| Boigny-sur-Bionne  | 2183 (2013)    | 7,53       | 149 Einw./km²      | 45034      | 45760        |
| Bou                | 904 (2013)     | 6,29       | 144 Einw./km²      | 45043      | 45430        |
| Chécy              | 8756 (2013)    | 15,47      | 566 Einw./km²      | 45089      | 45800        |
| Combleux           | 482 (2013)     | 1,1        | 438 Einw./km²      | 45100      | 45800        |
| Donnery            | 2664 (2013)    | 21,77      | 122 Einw./km²      | 45126      | 45450        |
| Mardié             | 2510 (2013)    | 17,28      | 145 Einw./km²      | 45194      | 45430        |
| Marigny-les-Usages | 1229 (2013)    | 9,66       | 127 Einw./km²      | 45197      | 45760        |